# Monodelphis emiliae
Monodelphis emiliae är en pungdjursart som först beskrevs av Oldfield Thomas 1912. Monodelphis emiliae ingår i släktet pungnäbbmöss och familjen pungråttor. IUCN kategoriserar arten globalt som livskraftig. Inga underarter finns listade. Artepitet i det vetenskapliga namnet hedrar den tyska ornitologen Maria Emilie Snethlage som var aktiv i Brasilien.
Pungdjuret förekommer vid Amazonfloden i Brasilien och angränsande delar av Bolivia och Peru. Arten vistas främst i regnskogar på marken.